# برلين، أحبك
برلين، أحبك (بالإنجليزية: Berlin, I Love You)‏ هو فيلم دراما تم إنتاجه في ألمانيا والولايات المتحدة وصدر سنة 2019 بطولة كيرا نايتلي وهيلين ميرين وميكي رورك ولوك ويلسن.

## القصة
تعود القصة من جديد بعد قصص حب متفرقة في باريس ثم نيويورك ثم ريو دي جينيرو، تبدأ قصص حب جديدة بين مجموعة تتقابل بشكل درامي في عاصمة ألمانيا برلين.

## وصلات خارجية
برلين، أحبك على موقع IMDb (الإنجليزية)
- برلين، أحبك على موقع ميتاكريتيك (الإنجليزية)
- برلين، أحبك على موقع روتن توميتوز (الإنجليزية)
- برلين، أحبك على موقع قاعدة بيانات الأفلام العربية
- برلين، أحبك على موقع ألو سيني (الفرنسية)
- برلين، أحبك على موقع أول موفي (الإنجليزية)
- برلين، أحبك على موقع فيلمافينيتي (الإسبانية)
- برلين، أحبك على موقع قاعدة بيانات الفيلم (الإنجليزية)
- برلين، أحبك على موقع ليتربوكسد (الإنجليزية)
- برلين، أحبك على موقع كينوبويسك (الروسية)